# La città di vapore
La città di vapore (La ciudad de vapor) è una raccolta di racconti di Carlos Ruiz Zafón, pubblicata postuma nel 2020. Uscito in Italia nell'autunno dello stesso anno, include nove racconti dello scrittore spagnolo, di cui tre inediti. 